# ミドルグラウンド
ミドルグラウンド（Middleground, 1947年4月22日 - 1972年2月16日）は、アメリカ合衆国の競走馬、種牡馬。1950年のケンタッキーダービーとベルモントステークスに優勝した。

## 経歴
- 特記がない限り、競走はすべてダートコース。また、当時はグレード制未導入。

テキサス州最大の牧場であるキング牧場で生産されたサラブレッドの牡馬である。マックス・ハーシュ調教師の下で競走馬としての訓練を積まれ、まだ16歳だった頃のビル・ボランド騎手が全戦で手綱を取った。
2歳時は5戦して4勝を挙げ、ホープフルステークス（サラトガ・6.5ハロン）でステークス競走勝ちを挙げるなど良績を収めたが、1949年のフリーハンデキャップにおいてはヒルプリンスやオイルキャピトルに次ぐといった評価に留まっていた。
1950年、この年のクラシック路線は東西対決の様相を呈しており、西海岸のエースにはサンタアニタダービー勝ち馬のユアホストが据えられ、一方東海岸のエースはウッドメモリアルステークス勝ち馬のヒルプリンスであった。ミドルグラウンドはこの戦線においてダービートライアルステークス（チャーチルダウンズ・8ハロン）とウッドメモリアルステークス（アケダクト・9ハロン）で2着に入っていた。
5月6日のケンタッキーダービー（チャーチルダウンズ・10ハロン）当日のミドルグラウンドは同馬主のオンザマークという馬とカップリングで単勝オッズ約9倍、4番人気という評価であった。レースが始まって最初に先頭に立ったのはユアホストであったが、そこにミドルグラウンドが現れて先頭を奪い取っていった。そしてミドルグラウンドが先頭に立って、その後ろ半馬身差の位置にブルーグラスステークス勝ち馬のミスタートラブルが追走するという流れのまま残り1ハロンのところまで進むと、バックストレッチから10馬身差をまくり上げてきたヒルプリンスが1馬身半差の3番手まで押し上げてきた。ヒルプリンスはミスタートラブルを追い抜いたものの、先頭を行くミドルグラウンドまでは捕らえ切れず、1馬身1/4差でミドルグラウンドが優勝を手にした。勝ちタイムの2分1秒3/5というタイムは、当時のワーラウェイのダービーレコードタイムに1/5秒差まで迫るものであった。
ダービーの翌週にはウィザーズステークス（ベルモントパーク・8ハロン）に出走したが、ここではヒルプリンス相手に1馬身半差の2着に敗れた。そのためか、その翌週に迎えたプリークネスステークス（ピムリコ・9.5ハロン）においてはヒルプリンスが1番人気なのに対してミドルグラウンドは3番人気と人気を落としていた。この年のプリークネスステークスは不良馬場のなか行われ、そこで先頭を切って進んだのはバルカンという穴馬であった。その後ろ半馬身差の位置にミスタートラブルが続き、そのすぐ後ろにはヒルプリンス、そのまた後ろにミドルグラウンドが追走する形でレースは進んでいった。ここでヒルプリンス鞍上のエディ・アーキャロはヒルプリンスを少し下げて外に持ち出し、そこから追い上げてミスタートラブルとの間に3馬身差をつけて先に立った。ミドルグラウンドもこれを追いかけたが、最終コーナーで沈んできたバルカンにぶつかって失速してしまう。それでもミドルグラウンドはヒルプリンスに残り1馬身差のところまで追い上げたが、そこからさらにヒルプリンスが伸び、5馬身差をつけられて2着に敗れた。
3週間後に行われたベルモントステークス（ベルモントパーク・12ハロン）において、1番人気に選ばれたのはヒルプリンス、2番人気がミドルグラウンドであった。この競走ではライツアップという馬が先頭を切って走っていたが、1マイルを過ぎたところでヒルプリンスがその先頭を奪い、2番手となったライツアップから1馬身半ほど離してレースを進めていった。一方のミドルグラウンドはそこから3馬身ほど離れた4番手に控えていた。ハイペースでの先頭争いが祟ってヒルプリンスが失速し始めると、ミドルグラウンドはコースの中央に位置取って推進、最後の直線で先頭に立っていたライツアップを1馬身差で追い抜いて優勝した。
その後、ジェロームハンデキャップ（アケダクト・8ハロン）出走時に骨折し、そのまま競走生活を引退した。15戦して6勝、2着6回、3着2回と、最後の競走となったジェロームハンデキャップ以外ではすべて複勝圏内に入る競走成績であった。

## 種牡馬入り後
1951年より故郷のキング牧場で種牡馬入りした。アメリカジョッキークラブの調べによれば、ミドルグラウンド産駒130頭のうち101頭が勝ち上がるという高い勝ち上がり率を見せたが、一方でステークス勝ち馬は7頭に留まったという。活躍した産駒には牝馬が多く、主な産駒にアラバマステークス勝ち馬のヒアアンドゼア（Here and There、1954年生、牝馬）、コーチングクラブアメリカンオークス勝ち馬のレサカ（Resaca、1956年生、牝馬）がいる。
ミドルグラウンドは1972年に死亡、遺骸はキング牧場に埋葬された。のちの2000年、テキサス競馬名誉の殿堂によってミドルグラウンドが表彰され、殿堂入りが発表された。

## 血統表
| ミドルグラウンドの血統             | ミドルグラウンドの血統                   | ミドルグラウンドの血統                   | （血統表の出典）                         | （血統表の出典） |
| 父系                               | スウィンフォード系                       | スウィンフォード系                       | スウィンフォード系                       | [ § 2 ]          |
| 父 Bold Venture アメリカ 栗毛 1933 | 父の父St. Germans イギリス 鹿毛 1921     | Swynford                                 | John o'Gaunt                             | John o'Gaunt     |
| 父 Bold Venture アメリカ 栗毛 1933 | 父の父St. Germans イギリス 鹿毛 1921     | Swynford                                 | Canterbury Pilgrim                       |                  |
| 父 Bold Venture アメリカ 栗毛 1933 | 父の父St. Germans イギリス 鹿毛 1921     | Hamoaze                                  | Torpoint                                 | Torpoint         |
| 父 Bold Venture アメリカ 栗毛 1933 | 父の父St. Germans イギリス 鹿毛 1921     | Hamoaze                                  | Maid of the Mist                         |                  |
| 父 Bold Venture アメリカ 栗毛 1933 | 父の母Possible アメリカ 栗毛 1920        | Ultimus                                  | Commando                                 | Commando         |
| 父 Bold Venture アメリカ 栗毛 1933 | 父の母Possible アメリカ 栗毛 1920        | Ultimus                                  | Running Stream                           |                  |
| 父 Bold Venture アメリカ 栗毛 1933 | 父の母Possible アメリカ 栗毛 1920        | Lida Flush                               | Royal Flush                              | Royal Flush      |
| 父 Bold Venture アメリカ 栗毛 1933 | 父の母Possible アメリカ 栗毛 1920        | Lida Flush                               | Lida H.                                  |                  |
| 母 Verguenza アメリカ 鹿毛 1940    | 母の父Chicaro アメリカ 鹿毛 1923         | Chicle                                   | Spearmint                                | Spearmint        |
| 母 Verguenza アメリカ 鹿毛 1940    | 母の父Chicaro アメリカ 鹿毛 1923         | Chicle                                   | Lady Hamburg                             |                  |
| 母 Verguenza アメリカ 鹿毛 1940    | 母の父Chicaro アメリカ 鹿毛 1923         | Wendy                                    | Peter Pan                                | Peter Pan        |
| 母 Verguenza アメリカ 鹿毛 1940    | 母の父Chicaro アメリカ 鹿毛 1923         | Wendy                                    | Remembrance                              |                  |
| 母 Verguenza アメリカ 鹿毛 1940    | 母の母Blushing Sister アメリカ 鹿毛 1932 | Bubbling Over                            | North Star                               | North Star       |
| 母 Verguenza アメリカ 鹿毛 1940    | 母の母Blushing Sister アメリカ 鹿毛 1932 | Bubbling Over                            | Beaming Beauty                           |                  |
| 母 Verguenza アメリカ 鹿毛 1940    | 母の母Blushing Sister アメリカ 鹿毛 1932 | Lace                                     | Bunting                                  | Bunting          |
| 母 Verguenza アメリカ 鹿毛 1940    | 母の母Blushing Sister アメリカ 鹿毛 1932 | Lace                                     | Stickling                                |                  |
| 母系(F-No.)                        | (FN:4-m)                                 | (FN:4-m)                                 | (FN:4-m)                                 | [ § 3 ]          |
| 5代内の近親交配                    | Commando 4x5, Domino 5x5, Broomstick 5x5 | Commando 4x5, Domino 5x5, Broomstick 5x5 | Commando 4x5, Domino 5x5, Broomstick 5x5 | [ § 4 ]          |
| 出典                               | 1. 2. 3. 4.                              | 1. 2. 3. 4.                              | 1. 2. 3. 4.                              | 1. 2. 3. 4.      |